# Герб Білорусі
Емблема Білорусі — офіційна емблема Республіки Білорусь (офіційно — Державний герб, хоча емблема й не є геральдичною), один із її офіційних символів нарівні з прапором, гімном і Конституцією. Герб затверджений 7 червня 1995 року. В основу нинішньої емблеми Білорусі була покладена емблема Білоруської РСР.

## Опис
У срібному полі зелений контур державного кордону Білорусі, в золотих променях висхідного над земною кулею сонця. Угорі знаходиться п'ятипроменева червона зірка. Герб обрамляє вінок із золотих колосів, переплетених зліва квітками конюшини, справа — льону. Колоси тричі обвиті з кожного боку червоно-зеленою стрічкою (кольори білоруського прапора), на якій знизу зроблений напис золотом: «Рэспубліка Беларусь» («Республіка Білорусь»).

## Історичні герби

### Колюмни

Колюмни, або також Колони Гедиміна

Після занепаду Київської Русі, у XIV ст. нові династії князів починають відроджувати тризуб, але вже з новою іконографією та назвою. «Колюмни» якраз і стали однією з тих нових модифікацій старого герба колишніх володарів руської імперії. Можливо, не даремно середньовічні геральдисти доводили походження Гедиміна від роду Рюрика (Князь Полоцький Рогволод Борисович (?-1223), мав двох онуків: → Молковда та Давила, у Давила були сини: → Гердень та Вид, у Вида → син Тройден, у Тройдена сини: → Вітовт та Гедимін).
Відомо, що «Стовпи» з'явилися на початку XIV ст., проте широкого вжитку набули тільки за великого князя Вітовта. Саме при ньому вони отримали велике поширення і як окремий герб, і як додатковий — зображений на щиті герба вершника «Погоні». Можливо тому, у XV ст. європейські геральдисти зображали герб Литви «Погоню» зі «Стовпами», а не з хрестом.
Але «Колюмни», як державний і родовий герб Великого князівства Литовського, не витримали випробування часом. Під час правління Владислава Ягелончика їхнє місце посіла «Погоня», а на її щиті «Ягайловий хрест».
Цікаво прослідкувати кольори тризубів. Колір тризуба часів Київської Русі виявити, мабуть, не можливо, оскільки всі зображення того часу, що збереглися, не мають кольору. А от кольорову гаму «Колюмни» можна прослідкувати починаючи з часів середньовічної геральдики: це був срібний знак на червоному полі, тобто вперше кольорове зображення гербів Литви бачимо у червоно-білому поєднанні, що могло бути породжене не стільки місцевою гербовою традицією, скільки впливами Польщі. Чи були інші варіанти поєднання кольорів? Можливо. Якщо наприклад поглянути на нащадка «Стовпів», на герб Речі Посполитої (1569–1795 років), то на щиті «Погоні» маємо золотий хрест на синьому полі. Таким чином, отримуємо версію про можливий жовто-блакитний варіант перших «Колюмнів».

### Хрест

Патріарший хрест — герб Ягелонів

Хрест є давнім найпоширенішим знаком людства. Велика географія вжитку змусила власників вносити власні зміни до даного знака. Подібні модифікації є в Білорусі.
Першу зміну родового гербу «Колюмни» на щиті вершника «Погоні» — хрестом спостерігаємо у 1386 р., відразу після Кревської унії, коли з'являється державна печать короля Польщі Ягайла. У другій частині чверті щита вперше з'являється озброєний вершник, що скаче вправо зі списом та щитом, на якому зображено шестираменний Хрест. У полі щита було зображено самого Ягайла на коні із особистим (це підтверджено пізнішим вживанням хреста) гербом. Цікаво, що спис зближує дане зображення із печаткою галицьких володарів (детальніше про це розглянемо нижче).
Про походження шестираменного хреста (так званого «патріаршого» або литовського) існують різні суперечливі думки. Однозначно зрозуміле його християнське (візантійське) походження, тому трактування його як символу поганського бога Ярила варто визначити як недостовірні. Відзначимо, що саме з Візантії у IX ст. подібний хрест був запозичений королем франків Лотарем і пізніше вживався у Франції під назвою «лотаринзького хреста». У XI ст. він з'являється (можливо, теж із Візантії) на Русі та в Угорщині. В Русі його широко використовували на печатках (зокрема і на деяких княжих, зокрема, зображення св. Федора Цірона на печатці князя Мстислава) та інших узорах іконографії. В Білорусі даний хрест широко відомий як хрест Єфросинії Полоцької. Можливо, шестираменний хрест Ягайло взяв для себе від тестя Людовіка Анжуйського, який мав його у власному гербу.
В цілому, хрест Ягайла міг символізувати утвердження християнства у Великому князівстві литовському (особливо у поєднанні змія під ногами княжого коня на деяких варіантах герба), зв'язки із провідними монаршими сім'ями Європи (угорським королівським домом, і через нього з візантійським та французьким).
В білоруській національній символіці хрест займає важливе окреме місце і також є певним національним символом. Ця думка підтверджується активним вживанням хреста в символіці сучасних політичних партій: Білоруський Народний Фронт, Білоруський рух військовослужбовців у відставці, Молодий фронт та інших громадських об'єднаннях.

### Погоня

Герб Білорусі (1991–1995 роки)

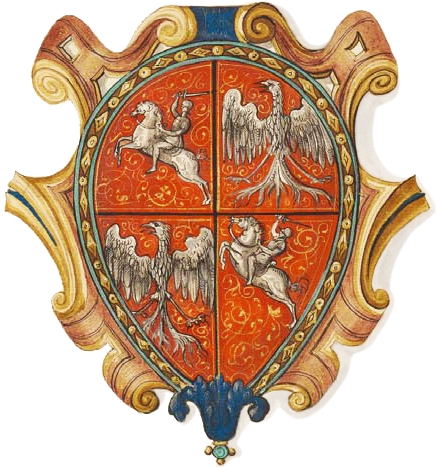
Малий герб Речі Посполитої (1569–1795 роки)

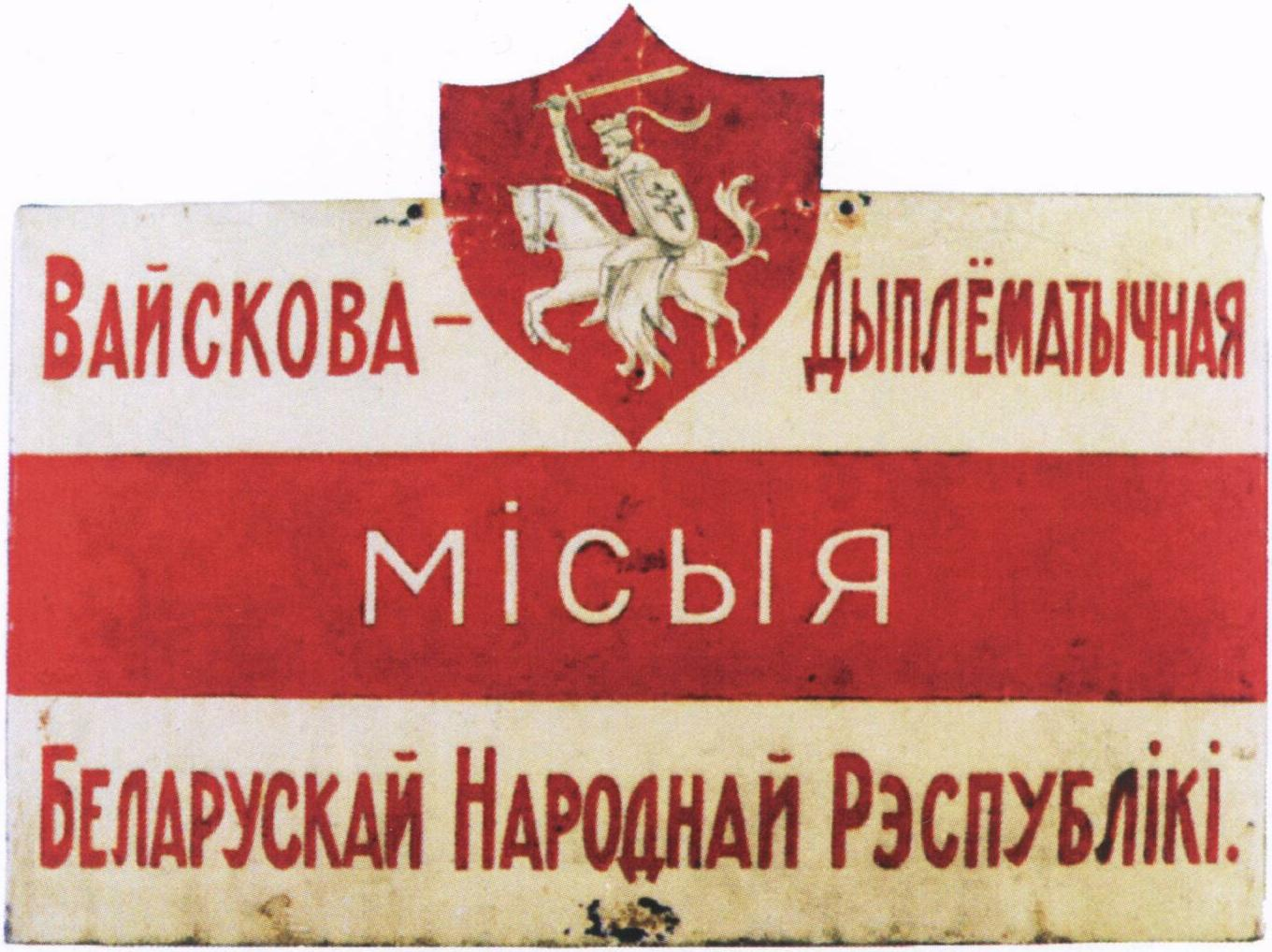
Герб Білоруської Народної Республіки (1918–1919) на вивісці Військово-дипломатичної місії БНР в Латвії і Естонії

Давнім історичним гербом Білорусі є герб «Погоня». Він походить від символіки Великого князівства Литовського.
На печатках ХІІІ—XV століть у європейських королів і сеньйорів часто фігурує символ «лицаря на коні», який уособлював власника печатки і підкреслював його належність до лицарського стану. Іконографія зображення цих печаток дуже подібна: лицар на коні у повному обладунку прикривається щитом і заносить для удару меч; на щиті і попоні коня (коли вона є) розміщуються геральдичні знаки власника.
На початку XIV століття «лицар» з'являється і в молодій Литовській державі. Печатки з даним зображенням були широко вживані членами великокнязівської династії Гедиміновичів. Нащадки Гедиміна використовували безліч модифікацій «лицаря»: зі щитом і без, інколи меч змінювався на спис, положення руки з мечем «позаду» змінювалося на положення «над головою». Назва «Погоня» документально зафіксовано лише наприкінці XVI століття. Раніше герб тільки описувався: «озброєний муж (лицар) на коні» та ін. Литовськомовний варіант назви — «Вітас» — має ще старіше походження. З часу Кревської унії «лицар» остаточно замінює родовий герб династії «Колюмнів» («стовпи» також були витіснені литовським «хрестом» зі щита «лицаря»). При цьому меч займає класичне положення над головою вояка, стає сталим рух вояка у лівому напрямку (подібно «лицарю» Юрія Львовича). Отже, герб спочатку став символом династії (а потім і держави), яка претендує на перемогу, яка розширює свої володіння (лицар жене переможеного ворога). З часом, коли великокнязівський рід занепав, «лицаря» продовжували вважати символом Великого князівства литовського.
У 1918 герб «Погоня» був державним символом Білоруської народної республіки. Після проголошення незалежності Білорусі герб «Погоня» був затверджений як державний герб Республіки Білорусь (затверджений постановою Верховної Ради Білорусі 10 грудня 1991 року). У 1995 році після ініційованого президентом О. Г. Лукашенко референдуму державним гербом Білорусі став частково змінений герб Білоруської РСР.

### Герб Білоруської РСР
У складі Радянського Союзу країна мала офіційну назву Білоруська Радянська Соціалістична Республіка (Білоруська РСР, БРСР), і використовувала радянську державну символіку.
Герби радянських республік 1919 року творилися за шаблоном з герба РСФРР і являли золоті серп і молот в промінні вранішнього сонця на червоному тарчі, обрамленому золотим колоссям пшениці, що поєднані червоною девізною стрічкою. Головна відмінність — абревіатура назви республік вгорі щита, та девіз «Пролетарі всіх країн — єднайтеся!» на національних мовах.
1924 року Секретаріат ЦВК Білоруської РСР оголосив конкурс на найкращий проєкт державного герба республіки. Він повинен був відобразити природні і господарські особливості Білорусі, її нерозривний зв'язок з Радянським Союзом. 27 грудня 1926 року РНК БСРР визнав вдалим один із проєктів герба. У затвердженому проєкті державного герба БСРР були такі елементи: на червоному фоні в променях висхідного сонця серпа і молота, поміщених навхрест руків'ями донизу і оточених вінком, що складається зліва з житніх колосків, перевитих конюшиною, і справа з дубової гілки; знизу — між обома половинами вінка знаходиться частина земної кулі з територією Білоруської СРР. Обидві половини вінка перевиті червоною стрічкою, на якій поміщені написи на чотирьох мовах: «Пролетарі всіх країн, з'єднуйтеся!» (білоруською, російською, польською та ідишем) і нижче «Б. С.С. Р.» Зверху герба — п'ятипроменева зірка. 1937 року написи польською мовою та їдишем були прибрано, дубову гілку замінено на житню із льоном, а в 1950-ті зроблено деякі невеликі корекції.
Боротьба білорусів радянських часів за індивідуалізацію власної символіки суперечливо відгукнулася в 1990-х рр. Саме 14 травня 1995 року на референдумі замість історичного герба країни «Погоні» було повернуто герб радянської Білорусі з деякими змінами. Так, із кількох історичних гербів, Білорусь обрала наймолодший варіант.

## Хронологія гербів Білорусі

Герб «Погоня» на могильній плиті Ягайло. 1435
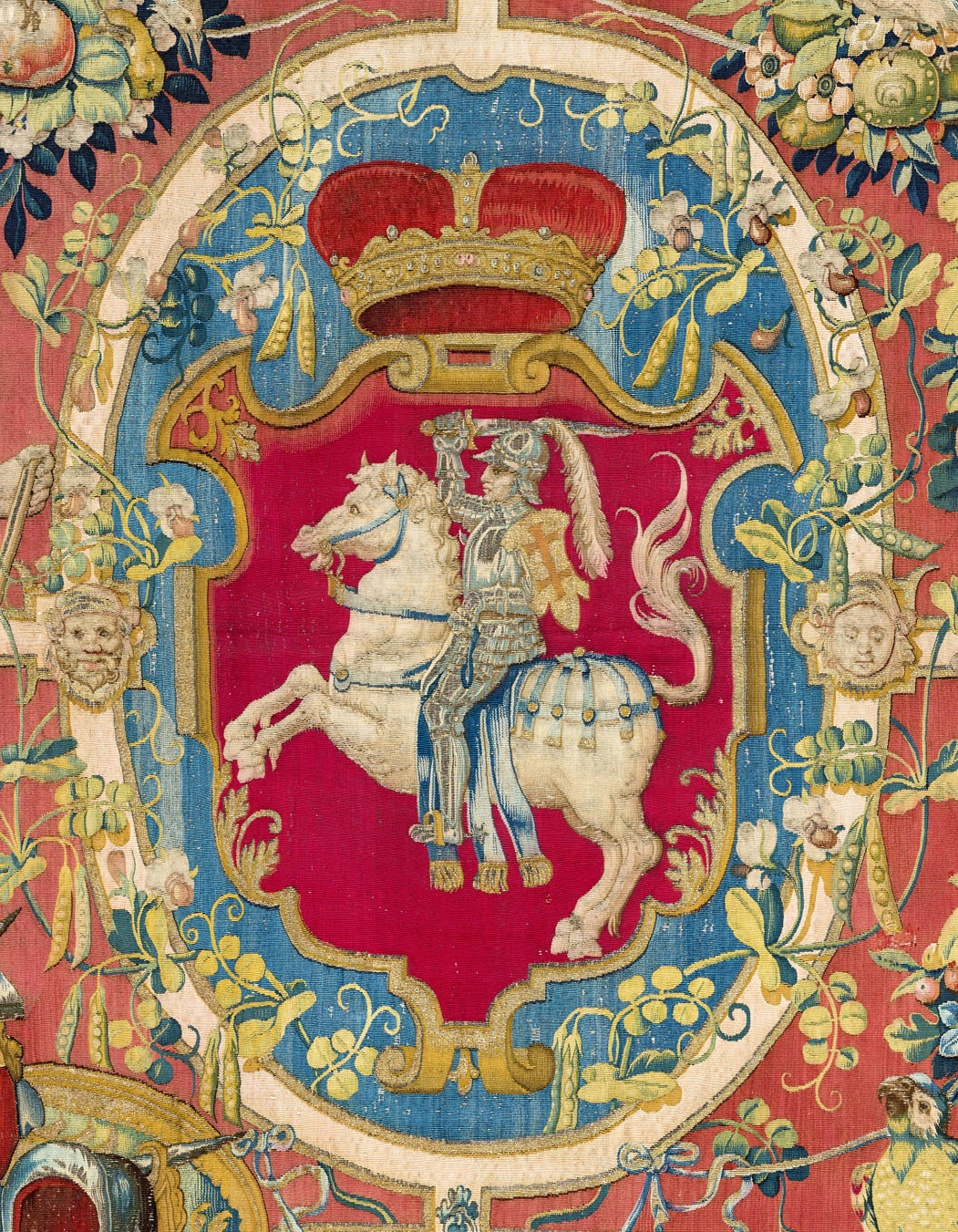
Гобелен із зібрання творів мистецтва королівського замку у Вавелі, Краків (1555) →
Герб Великого князівства Литовського (1581) →
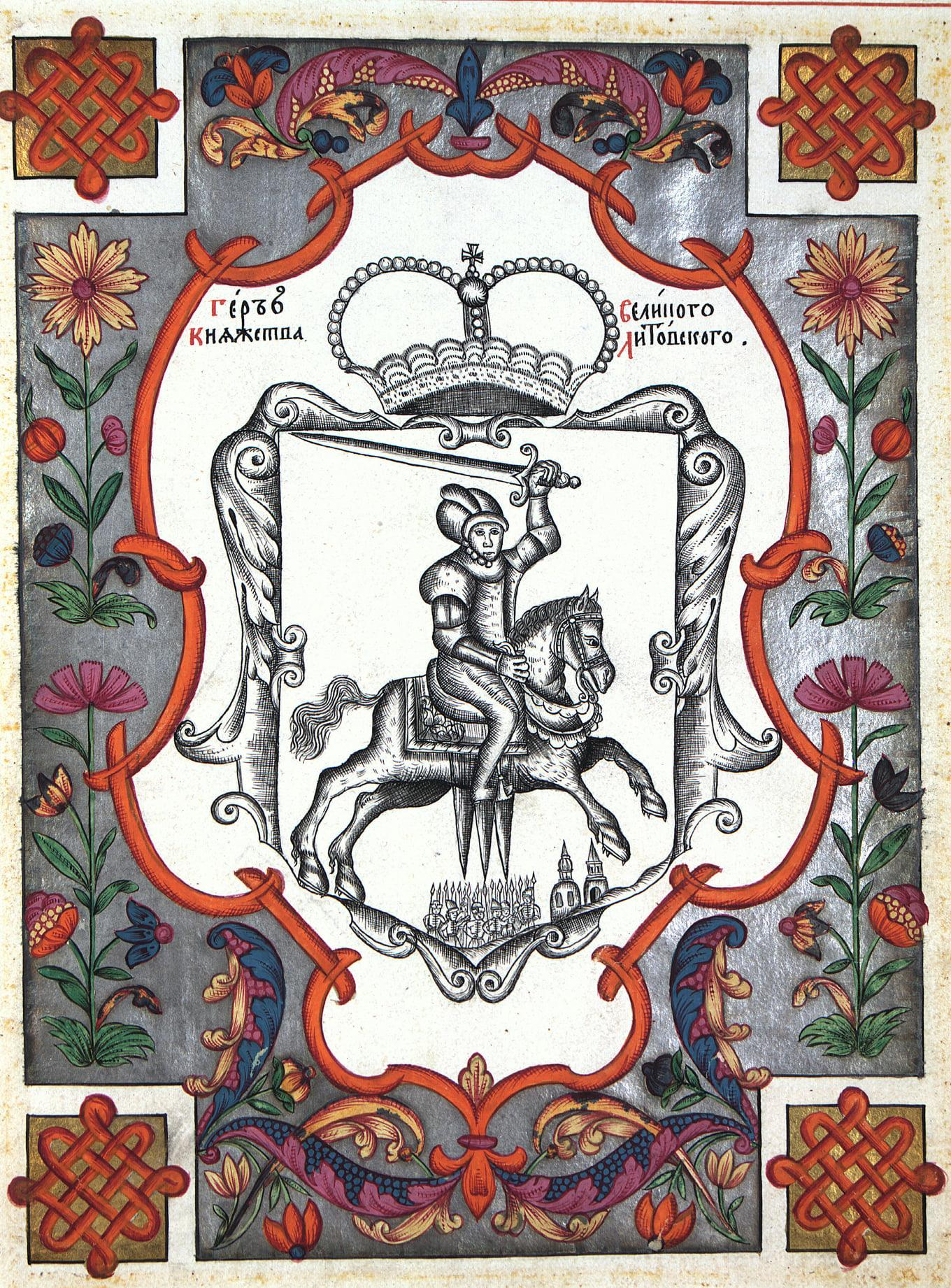
Герб Великого Князівства Литовського (XIV—XVII ст.) →
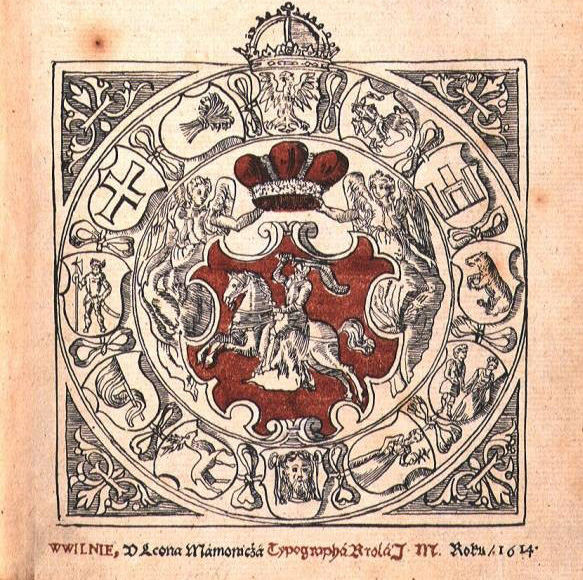
Герб із віленської редакції Статуту Великого князівства Литовського  (1614) →
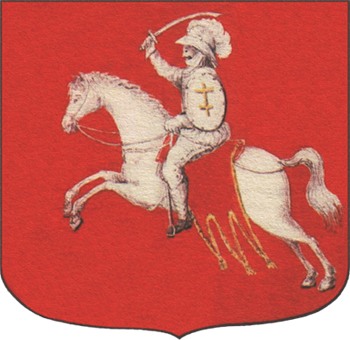
Герб Великого Князівства Литовського (XVII—XVIII ст.) →
Князівства і області білоруські та литовські на Великому гербі Російської імперії (1882) →
Герб Білоруської Народної Республіки (1918—1919) →
Герб Білоруської СРР (1919—1927) →
Герб Білоруської СРР (1927—1937) →
Герб Білоруської РСР (1937—1938) →
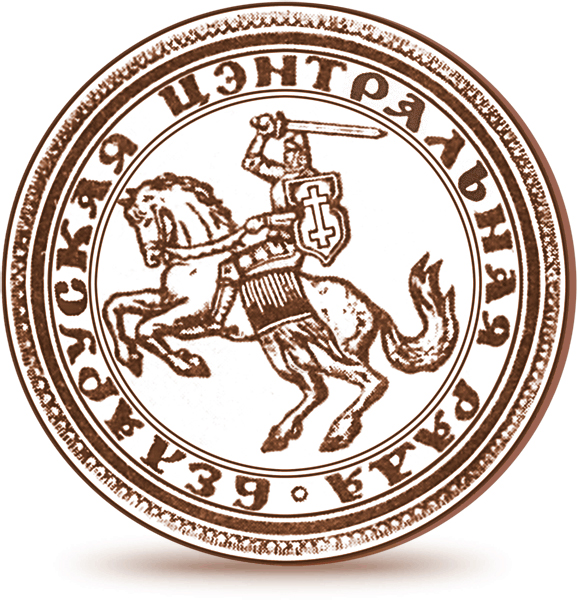
Герб Білоруської Центральної Ради (1943)
Герб Білоруської РСР (1938—1949) →
Герб Білоруської РСР (1950—1981) →
Герб Білоруської СРР (1981-1991) →
Герб Білорусі (1991—1995) →
Герб Білорусі (1995—2012) →
Герб Білорусі (2012-2020) →
Герб Білорусі (з 2020)

## Подібні герби

Герб Північної Кореї
Герб Мозамбіку
Герб невизнаної ПМР
Герб Лаосу
Герб СРСР

Герб Литовської РСР
Герб Молдавської РСР
Герб Таджицької РСР
Герб Туркменської РСР
Герб Узбецької РСР
Герб Північної Македонії